# Leptothorax striatulus
Leptothorax striatulus är en myrart som beskrevs av Hermann Stitz 1937. Leptothorax striatulus ingår i släktet smalmyror, och familjen myror. Inga underarter finns listade i Catalogue of Life.